# Јанко Јоловић
Јанко Јоловић био је романијски првоборац и први председник Среског народноослободилачког одбора у Рогатици.

## Биографија

### Породица и детињство
Јанко је рођен 14. јануара 1897. године у Бандином Оџаку на Гласинцу. Потиче из имућне и радне породице. Оженио се након Првог светског рата Љубицом, са којом је имао кћeрку Jeлу и три синa.
Неколико чланова породице Јоловић били су у српским добровољачким јединицама у Русији и на Солунском фронту. Јанков старији брат, Миливоје Јоловић, као борац Црвене армије учествовао је у Октобарској револуцији. Након повратка из Русије, 1923. године, покушао је да убеди Јанка да побегну у Русију, где је пролетеријат на власти. Јанко је одбио и остао да се бори за власт радника и сељака у својој земљи.

### Јавни и политички рад
Јанко се залагао за бескомпромисну борбу против Немаца, за ослобађање и одбрану што више људи, без обзира на њихову веру и нацију.
Наводи се као члан руководства КПЈ и СКОЈ-а у Соколцу - као део органа револуционарног покрета пред оружани устанак. Јанков партијски задатак био је да организује шумске раднике на Романији. Тим поводом код њега је, у више наврата, боравио Хасан Бркић, са којим је договорио организацију Урсових синдиката дрводеља.
За штаб романијске чете, која је имала да протера усташе и жандаре са Романије, изабрани су: Славиша Вајнер Чича (командир чете), Павле Горанин Илија (комесар), Оскар Данон Јово (помоћник командира), Данило Ђокић (помоћник командира), Слободан Принцип, Михаило Обреновић и Брнако Милутиновић "Обрен" (чланови штаба).
Јанко и Чича су у Бандином Оџаку организовали зборове и позивали људе из свих села Гласинаца да се придруже чети. Јанко је посећивао српска, хрватска и муслиманска села, организовао сеоске страже, пописивао добровољце и упућивао их у Чичину чету.
У августу 1941. учествовао је у ослобођењу Сокоца, Власенице и околних места. Септембра исте године, слободна територија простирала се од Романије све до Дрине. Убрзо после тога, на Романији је формиран Окружни комитет КПЈ, чији је Јанко био члан.
Уследило је ослобођење Рогатице. Напад је трајао до 16-23. октобра, када су домородачке и усташке трупе протеране из Рогатице. Одмах по ослобођењу, Јанко је пришао формирању среског НОО, за чијег је председника изабран на предлог Чиче.

### Заробљавање и смрт
У пролеће, 1942. године, Јанко се са народом из Фоче повукао према Пиви. Међутим, врховни штаб у Врбници донео је одлуку да се све јединице са Романије пробију назад на свој терен и наставе борбу. У пробој су полазиле групе чим су биле спреме за покрет. Јанко је повео већу групу људи са неколико бораца пут Романије. Када су стигли у село Борија, опколили су их четници. Сви борци су се предали да би заштитили народ. Група од петнаестак партизана са Романије спроведена је на стрељање у шуму према Боријима, али се од стрељања одустало у последњем тренутку, па су их у Трнову предали усташким властима. Из Трнова су их усташе спровеле у затвор у Сарајеву. Јанка су усташе ускоро вратиле у Рогатицу, где је затворен у Среском начелништву (месту где је и његов Срески народни одбор). После интервенције народа Рогатице, Јанко је ослобођен из затвора.
Током ноћи 11. септембра, ухваћен је у овчарској колиби на Бандином Оџаку, од стране четника Добрице Ђукића и његове четничке групе. Жену Љубицу четници су израњавали бајонетима, а Јанка су држали везаног за оморику четири дана. Петог дана су га Добрица Ђукић и Душан Вуковић одвели под Романијске стене, и код дубоке јаме (шпиље) зване Звек или Бездан га мучили и живог бацили у шпиљу.